# Meteorus gracilis
Meteorus gracilis är en stekelart som först beskrevs av Julius Theodor Christian Ratzeburg 1852.  Meteorus gracilis ingår i släktet Meteorus och familjen bracksteklar. Inga underarter finns listade i Catalogue of Life.